# ادریسا سونکو
ادریسا سونکو (انگلیسی: Edrissa Sonko؛ زادهٔ ۲۳ مارس ۱۹۸۰) بازیکن فوتبال اهل گامبیا بود.
از باشگاه‌هایی که در آن بازی کرده است می‌توان به باشگاه فوتبال ترانمره راورز، باشگاه فوتبال والسال، باشگاه فوتبال هرفورد یونایتد، باشگاه فوتبال اندرلشت، و باشگاه فوتبال رودا جی‌سی کرکراد اشاره کرد.
وی همچنین در تیم ملی فوتبال گامبیا بازی کرده است.